# Normas de Merton
As Normas de Merton foram descritas em 1942 pelo sociólogo Robert K. Merton. Merton descreveu "quatro conjuntos de imperativos institucionais que determinam o ethos da ciência moderna: comunismo, universalismo, comunicação, desinteresse e ceticismo organizado".
A importância das Normas de Merton é o suporte ao problema da demarcação entre a ciência e as pseudociências. Ao não respeitarem estas normas, as alegações das pseudociências não são aceitas e por isso combatidas pela comunidade científica.
Os quatro termos foram arranjados para formar o acrônimo CUDOS, a partir das iniciais na língua inglesa. É usado para designar os princípios que devem nortear uma boa pesquisa científica. "Originalidade" não fazia parte da lista de Merton, e foi acrescentada por John Ziman em 1984. No debate acadêmico contemporâneo essas normas podem então ser descritas da seguinte maneira:
- Comunismo[7] - implica que os resultados científicos são propriedade comum de toda a sociedade.
- Universalismo - significa que todos os cientistas podem contribuir para a ciência, independentemente de raça, nacionalidade, cultura ou gênero.
- Desinteresse - considera que os cientistas devem agir em busca dos interesses coletivos do empreendimento científico, que estão acima de seus interesses pessoais,[8] não devendo ser remunerados pelas descobertas.
- Originalidade - exige que as demandas científicas contribuam com novidades, seja um novo problema, uma nova abordagem, novos dados, uma nova teoria ou uma nova explicação.[6]
- Ceticismo (Ceticismo Organizado) - ceticismo determina que alegações científicas devem ser expostas a uma análise crítica contínua.

## Contra-normas
Em oposição às Normas de Merton, geralmente se apresentam as suas respectivas contra-normas.
- Isolamento (sigilo, misantropia) - geralmente é usado para manter as descobertas em segredo para obteção de patentes que gerem lucros ou para garantir a primazia de publicações.
- Particularismo - significa que, teoricamente, não há limites para as pessoas que contribuem para o conjunto de conhecimentos. Na prática isso é um problema real, especialmente considerando a proporção de pesquisadores em países ricos comparados com os cientistas dos países pobres. Isso pode ser considerado também em relação a outras formas de diversidade. Além disso, os cientistas julgam as contribuições para a ciência com base nos seus próprios conhecimentos pessoais.
- Interesses - surgem porque os cientistas têm preocupações legítimas em jogo na recepção de suas pesquisas. Artigos bem recebidos podem levar a boas perspectivas em suas carreiras, enquanto que, inversamente, sendo desacreditados podem prejudicar a recepção de suas futuras publicações, financiamentos e salários.
- Dogmatismo - ocorre porque as carreiras dos cientistas são construídas sobre uma premissa particular(teoria) verdadeira. Isso cria um paradoxo quando se trata de afirmar explicações científicas.